# Kualatahan pahangensis
Kualatahan pahangensis es una especie de serpientes de la familia Homalopsidae y del género monotípico Kualatahan.

## Distribución geográfica yhábitat
Es endémica de Malasia Peninsular (Indonesia). Su rango altitudinal oscila entre 150 y 300 m s. n. m.